# 版下製作技能士
版下製作技能士（はんしたせいさくぎのうし）は、国家資格である技能検定制度の一種で、かつて都道府県職業能力開発協会が実施していた、版下製作に関する学科及び実技試験に合格した者をいう。

## 沿革
2009年（平成21年）、受験者減少により廃止になった。